# Nyoiseau
Nyoiseau korábbi község Franciaország Loire mente régiójában, Maine-et-Loire megyében. 2016. december 15-én tizennégy másik korábbi községgel egyesült és Segré-en-Anjou Bleu új község része lett.
Lakosainak száma 1213 fő (2018. január 1.). Nyoiseau Le Bourg-d’Iré, Châtelais, L’Hôtellerie-de-Flée, Noyant-la-Gravoyère, Sainte-Gemmes-d’Andigné és Segré községekkel határos.

## Népesség
A település népességének változása:
| Lakosok száma | 1594 | 1393 | 1368 | 1233 | 1275 | 1265 | 1240 | 1216 | 1188 | 1213 |
|               | 1968 | 1975 | 1982 | 1990 | 1999 | 2011 | 2013 | 2015 | 2017 | 2018 |